# Хасеґава Тохаку

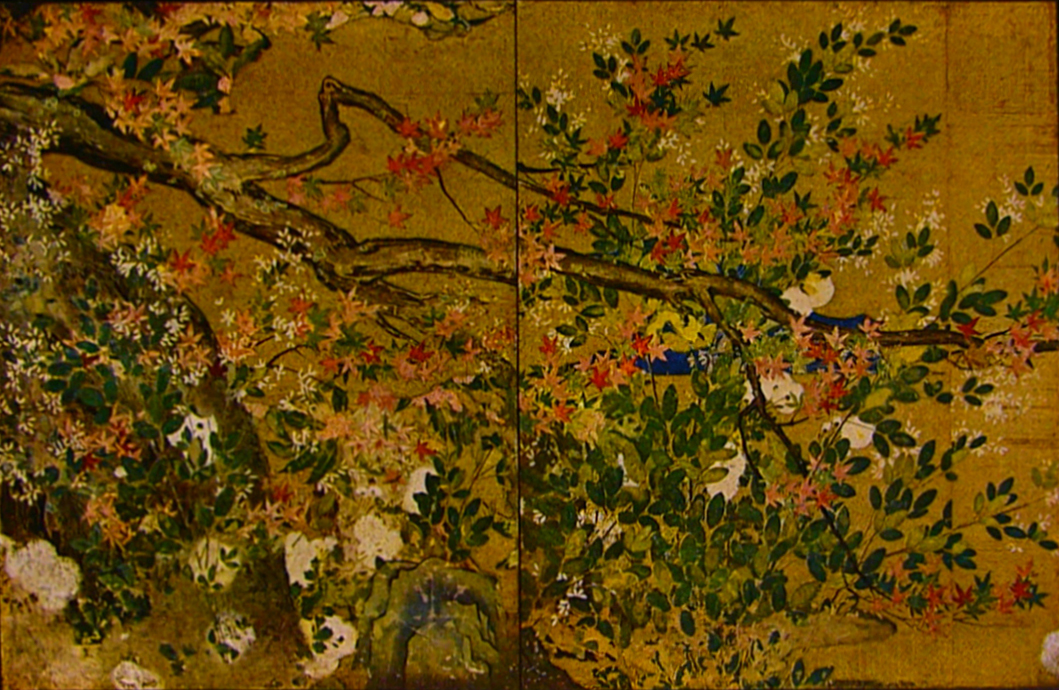
Клен (1593)

Хасеґава Тохаку (яп. 長谷川等伯, はせがわとうはく; 1539—1610) — японський художник кінця 16 — початку 17 століття. Представник культури Момояма. Інші імена — Матасіро, Татевакі.

## Короткі відомості

Сосновий ліс (ліва ширма)

Хасеґава Тохаку народився 1539 року в провінції Ното. Початково він був буддистським ченцем на ім'я Сінсюн, який спеціалізувався на малюванні буддистської тематики. 
У 1580-х роках художник вирушив до Кіото, де вивчав місцеві техніки малювання. У столиці він змінив чернече ім'я на Тохаку і розвинув оригінальний японський стиль малювання тушевих картин. Крім цього він володів технікою золотого настінного розпису і започаткував власну школу художників Хасеґава, яка була конкурентом школи Кано.
Поціновувачами таланту Тохаку були японські можновладці Ода Нобунаґа та Токуґава Ієясу. 
Найвідомішим творами митця є ширми «Сосновий ліс», «Дерева й мавпи» тощо.

Сосновий ліс (права ширма)

|  |  |